# Frederic Carles de Prússia (1893-1917)
El príncep Frederic Carles de Prússia (Klein-Glienicke, Potsdam, Brandenburg, 6 d'abril de 1893 – Saint-Étienne-du-Rouvray, França, 6 d'abril de 1917) va ser un príncep alemany, alhora que genet que va competir a començaments del segle xx.
El príncep Frederic Carles va néixer a Klein-Glienicke, Brandenburg. Era fill del príncep Frederic Leopold de Prússia (1865–1931) i la princesa Lluïsa Sofia de Schleswig-Holstein-Sonderburg-Augustenburg (1866–1952) i net del príncep Frederic Carles de Prússia.
El 1912 va prendre part en els Jocs Olímpics d'Estocolm, on va guanyar la medalla de bronze en la prova de salts d'obstacles per equips del programa d'hípica, formant equip amb Sigismund Freyer, Ernst Deloch i Wilhelm von Hohenau, amb el cavall  Gibson Boy; mentre en la prova individual fou divuitè.
Durant la Primera Guerra Mundial va lluitar com a aviador. Comandà la unitat Fliegerabteilung (Artilleria) 258, una unitat de guaita, però va volar en un caça monoplaça amb l'esquadró Jasta Boelcke sempre que era possible. Durant una d'aquestes patrulles, el 21 de març de 1917, es va veure obligat a aterrar quan una bala afectà el motor de la seva nau i amb una petita ferida al peu. Aconseguí aterrar el seu Albatros en terra de ningú, però quan tornava cap a les seves línies va rebre un tret a l'esquena i fou greument ferit per tropes australianes. Va ser capturat i va morir de les seves ferides el 6 d'abril 1917, el dia del seu aniversari, a Saint-Étienne-du-Rouvray.